# Бадан-Яворенко Олександр Іванович
Олекса́ндр Іва́нович Бада́н-Яворе́нко (нар. 1 березня 1894, Вілька Мазовецька — пом. 3 листопада 1937, спецкомбінат НКВД СССР в урочищі Сандармох) — український політичний діяч лівого спрямування. Журналіст, історик. Доктор права.
Жертва сталінського терору.

## Життєпис
Народився в селі Вілька Мазовецька. Під час Першої світової війни служив в австро-угорському війську, учасник боїв за Львів у польсько-українській війні.
1919 року переїхав до Чехословаччини і отримав громадянство, того ж року перебрався до Відня. Особистий секретар Володимира Винниченка під час його приїзду в Україну (24 травня — 23 вересня 1920). 
Здобув правничу, філософську та дипломатичну освіту в університетах Кракова, Відня й Праги. Працював державним службовцем, адвокатом у Східній Словаччині та Закарпатській Україні, зокрема в Хусті та Берегові. Належав до соціал-демократичної партії, від 1924 — Комуністичної партії Чехословаччини.
1926 його позбавлено громадянства ЧСР, переїхав до Радянської України. Працював у Держплані, викладав у Комуністичному університеті імені Артема. Учений секретар Наркомосу УСРР (1927—1930). Учасник конференції з обговорення проекту харківського правопису у травні-червні 1927 року. Редактор «Статей і промов» (т. 1, 2, 4, 5) Миколи Скрипника, член правління товариства «Історик-марксист». 1929 виключений із КП(б)У та товариства «Історик-марксист» за «яворщину». Завідував редакцією чужомовних словників УРЕ, професор всесвітньої історії харківських вузів (1930—1933).
Заарештований 19 лютого 1933 у справі «Української військової організації». Судовою «трійкою» при колегії ДПУ УСРР 23 вересня 1933 засуджений до 10 років позбавлення волі.
Відбував покарання у Верхньоуральському політичному ізоляторі ОДПУ та в Соловецькому таборі особливого призначення в системі ГУЛАГ СССР. Особливою «трійкою» Управління НКВД по Ленінградської області 9 жовтня 1937 засуджений до розстрілу. Вивезений із Соловків і розстріляний в урочищі Сандармох поблизу робітничого селища Медвежа Гора (нині Медвеж'єгорськ, Республіка Карелія, РФ).
Реабілітований більшовицьким Військовим трибуналом Київського військового округу 18 лютого 1959.
Автор праці «Закарпатська Україна: соціально-економічний нарис» (1929), низки наукових статей.